# IC 476

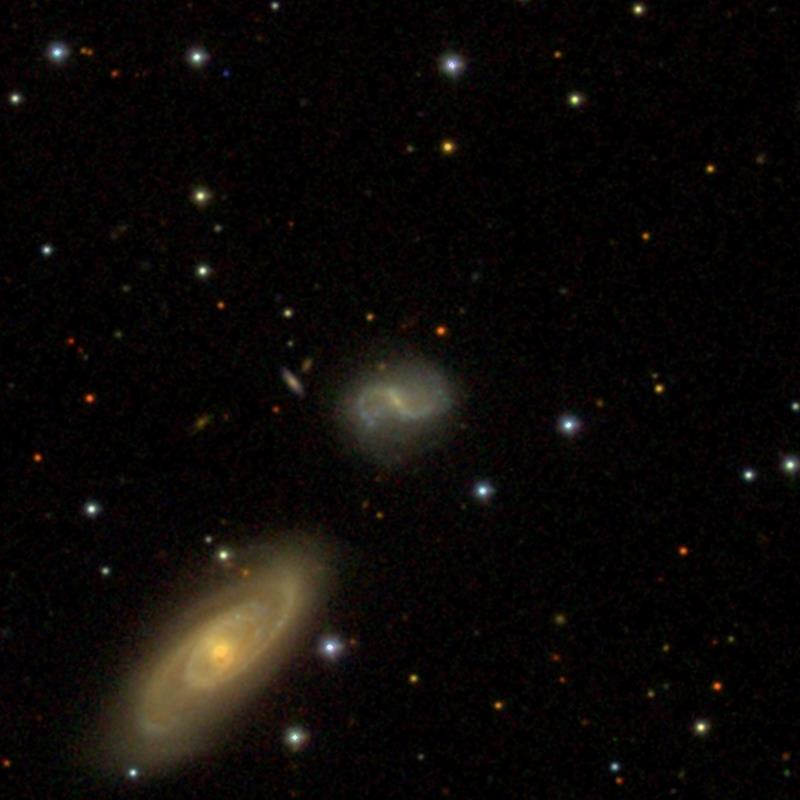
IC 476

IC 476 — галактика типу SB? (компактна витягнута галактика) у сузір'ї Близнята.
Цей об'єкт міститься в оригінальній редакції індексного каталогу.